# Р419 (автодорога)
Трасса Р419 (Тулун — Братск — Усть-Кут) — бывшая региональная автомобильная дорога в Иркутской области, соединявшая северные территории Иркутской области с сетью федеральных автодорог и областным центром. Проходила из Тулуна через Братск, Хребтовую и завершалась в Усть-Куте. Длина трассы составляла 580 км.
В 2007 году была передана в федеральную собственность и стала составной частью проектируемой федеральной автодороги А331 «Вилюй».

## Маршрут
Автодорога начинается в Тулуне, выездом в северном направлении. На участке от Тулуна до села Покосного Братского района дорога двухполосная, асфальтированная. Через несколько километров после Покосного до Братска дорога имеет две независимые асфальтированные проезжие части по два ряда каждая. От Братска до Усть-Кута дорога двухполосная, имеет по одному ряду в каждом направлении.
Имеются неасфальтированные участки с гравийным покрытием:
- ок. 22 км — на участке между г. Братском и пос. Видимом Нижнеилимского района;
- ок. 100 км — на участке между пос. Семигорском Нижнеилимского района и г. Усть-Кутом.

Сервисная инфраструктура развита слабо. Автозаправочные станции находятся в каждом населённом пункте, однако на участке Братск — Усть-Кут они встречаются редко. Крупный ремонт на станциях техобслуживания возможен только в Тулуне, Братске, Железногорске-Илимском (15 км от трассы; отворот от Хребтовой) и в Усть-Куте.

## Населённые пункты, географические объекты
Тулунский район:
0 км — Тулун
Выезд с магистрали М53 «Байкал» в северном направлении
Дорога двухполосная с одной проезжей частью, асфальтированная
25 км — Гуран
Поворот на Новое Приречье (СВ, 50 км)
Братский район:
81 км — Илир
131 км — поворот на Тангуй (ЮВ, 20 км)
133 км — Покосное
Поворот на Леоново и другие поселения, расположенные на берегах Братского водохранилища.
Начало участка с двумя проезжими частями по две полосы каждая, асфальтированные.
194 км — Кузнецовка
Поворот на г. Вихоревку (СЗ, 10 км); возможно в перспективе — на п. Чунский и г. Тайшет
225 км — г. Братск
Объездная дорога в обход Центрального округа города. Участок с двумя проезжими частями по две полосы каждая, асфальтированные.
241 км — Падун, Энергетик (жилые районы Падунского округа г. Братска)
Поворот на аэропорт, г. Усть-Илимск, г. Кодинск
246 км — плотина Братской ГЭС
251 км — Гидростроитель, Осиновка (жилые районы Правобережного округа г. Братска)
Начало участка с одной проезжей частью, двухполосной, преимущественно асфальтированной, с участками, покрытыми гравием.
На отрезке от ж/р Гидростроитель г. Братска до Видима — неасфальтированный участок с гравийным покрытием протяжённостью около 22 км.
Нижнеилимский район:
361 км — Видим
Повороты на Заярск, Шумилово (Ю)
На отрезке от Видима до моста через Илим — неасфальтированный участок с гравийным покрытием протяжённостью около 20 км (ликвидирован, уложен асфальт в 2010—2014 годах)
406 км — Мост через Илим
445 км — Хребтовая
Поворот на Железногорск-Илимский (Ю, 13 км), Новую Игирму (С, 62 км)
476 км — Семигорск
Начало полностью неасфальтированного участка с гравийным покрытием протяжённостью около 90 км (до подъездов к Усть-Куту)
Усть-Кутский район:
Через несколько сотен метров после границы района — особо опасный участок, единственный на трассе «тёщин язык».
520 км — Ручей
Поворот на Бобровку (С, 39 км, лесовозная дорога)
530 км — Янталь
576 км — Усть-Кут
Есть объездная трасса в обход большинства микрорайонов
Поворот на Звёздный, Верхнемарково. Для внедорожников в сухую погоду возможен проезд до Киренска (через Небель), Магистрального, Северобайкальска и далее на восток.
Паром до Якутска из порта Осетрово.
Зимой — выход на автозимник до Якутска и северных районов Иркутской области.